# Sarah Mesguich
Pour les articles homonymes, voir Mesguich.
 (juillet 2025).
Motif : CV promotionnel, sans sources secondaires centrées, notoriété insuffisante
- Archive Wikiwix
- Bing
- Cairn
- DuckDuckGo
- E. Universalis
- Gallica
- Google
- G. Books
- G. News
- G. Scholar
- Persée
- Qwant
- (zh) Baidu
- (ru) Yandex
- (wd) trouver des œuvres sur Wikidata

| 1. | Préciser le motif de la pose du bandeau. | Précisez le motif de la pose du bandeau en utilisant la syntaxe suivante : {{admissibilité à vérifier\|date=juillet 2025\|motif=remplacez ce texte par le motif}}                   |
| 2. | Informer les utilisateurs concernés.     | Pensez à avertir le créateur de l'article, par exemple, en insérant le code ci-dessous sur sa page de discussion : {{subst:avertissement admissibilité à vérifier\|Sarah Mesguich}} |

 (juillet 2025).
Il peut être nécessaire de l'améliorer pour respecter le principe de neutralité de point de vue. 

Sarah Mesguich, née le 15 mars 1975 à Paris, est une comédienne, professeure d'art dramatique, auteure, récitante et metteure en scène française. Elle a entamé ses études supérieures en philosophie à la Sorbonne avant de poursuivre sa formation artistique au Conservatoire national supérieur d'art dramatique, où elle a bénéficié de l'enseignement de Stuart Seide, Jacques Lassalle et Patrice Chéreau, consolidant ainsi son savoir en art dramatique. Diplômée en 1999, elle entame alors une carrière de comédienne.

## Biographie
Sarah Mesguich naît le 15 mars 1975 dans le 20e arrondissement de Paris. Elle est la deuxième d'une fratrie de cinq enfants et fille ainée de Danielle Pauline Barthélemy et Daniel Élie Émile Mesguich. Elle passe ses années d'adolescences dans le 19e arrondissement de Paris, où elle a fréquenté le Collège Georges-Méliès et où elle a poursuivi ses études secondaires au Lycée Lamartine, dans lequel elle a choisi l'option théâtre (A3).
En raison de la nomination de son père, Daniel Mesguich, au poste de directeur du Théâtre national de Lille en 1990, sa famille a déménagé à Lille. Là, elle a continué à développer son intérêt pour le théâtre au sein du lycée public Louis Pasteur, se concentrant sur des études théâtrales avancées pendant sa première et sa terminale.
Après avoir obtenu son baccalauréat littéraire en 1993, elle est retournée à Paris pour poursuivre des études de philosophie à la Sorbonne. Parallèlement à ses études universitaires, elle a réussi avec succès le concours d'entrée au Conservatoire national supérieur d'art dramatique (CNSAD) en 1996 et a été diplômée de cette prestigieuse institution en 1999.
Au cours de sa formation au CNSAD, elle s'est distinguée dans les classes de Stuart Seide, Jacques Lassalle et Patrice Chéreau, où elle a affiné sa compréhension de l'art dramatique. Par la suite, elle a rejoint la compagnie de l'Étreinte, et c'est au sein de celle-ci qu'elle a rencontré son futur mari, Florent Ferrier, avec qui elle aura ses trois premiers enfants : Rachel (née le 09 avril 2004), Joshua (né le 25 août 2005) et Nathanaël (né le 12 avril 2008) Ferrier-Mesguich.

## Parcours professionnel
Son parcours professionnel dans le monde du spectacle s'est développé de manière variée. Au théâtre, elle a eu l'occasion de jouer sous la direction de nombreux metteurs en scène, dont Frédéric Klepper, Jean-Claude Fall, Daniel Mesguich, Patrice Chéreau, Alain Zaepffel, William Mesguich, Gilles Gleizes, Elisabeth Chailloux, et Marie Frémont, parmi d'autres, dans plus d'une quarantaine de pièces.

### Au cinéma et à la télévision
Sa carrière cinématographique et télévisuelle s'est également enrichie au fil des ans, avec sa participation à divers films et productions télévisuelles, dirigés par des réalisateurs renommés tels que Patrick Schulmann, Michèle Ferrand-Lafaye, James Ivory, David Faroult, Marco Pico, José-Maria Berzosa, Alain Nahum, Maurice Dugowson, Philippe Triboit, Stéphane Kurc, Pierre Aknine et Nina Companeez, entre autres.

### En chant
Au-delà de son talent de comédienne, Mesguich s'est également illustrée dans le domaine musical, se produisant dans plusieurs tours de chant originaux, avec des paroles de Xavier Maurel et une musique de Luce Mouchel, Romain Dudek et Philippe Labonne en 1996, 1997 et 2002. Parallèlement, elle a également participé à des dramatiques radiophoniques comme Antoine et Cléopâtre, Titus Andronicus et Hamlet de Shakespeare notamment à France culture, et à des lectures de textes en public.

### En mise en scène
Son intérêt pour la mise en scène et l'écriture s'est affirmé progressivement à partir de 2002, avec la création de sa première pièce Envoûtement et l'adaptation de Hansel et Gretel en 2004, d'après les frères Grimm.
En 2006, Sarah Mesguich fonde la compagnie du Théâtre Mordoré, marquant ainsi le début d'une nouvelle phase créative dans sa carrière. En collaboration avec Laurent Montel, elle écrit et met en scène Éby et son petit Chaperon rouge, qui constitue le premier spectacle d'un triptyque intitulé Les Aventures d’Eby. Deux ans plus tard, en 2008, elle occupe le poste de collaboratrice artistique pour le spectacle Du cristal à la fumée au Théâtre du Rond-Point. Elle dirige également Daniel Mesguich dans Phasmes, une production présentée également au Théâtre du Rond-Point. La même année, en collaboration avec Laurent Montel, elle travaille sur le deuxième volet des Aventures d’Éby, intitulé Éby et le Mangeur de contes. En 2009, elle clôture ce triptyque en écrivant et en mettant en scène le dernier volet, Éby et la Petite au Bois Dormant.
En 2010, elle s'illustre en tant que collaboratrice artistique pour la production de Bel Indifférent de Jean Cocteau, suivie de La Charlotte de Jehan-Rictus, présentées toutes deux au Théâtre du Lucernaire. Au cours de cette même année, elle met en scène Le Chant du cygne d'Anton Tchekhov, adaptant la pièce et y jouant pour une série de quarante représentations à Paris. Elle a interprété le rôle d'Agatha dans la pièce éponyme de Marguerite Duras, mise en scène par Daniel Mesguich au Théâtre du Chêne noir à Avignon, avant de partir en tournée à travers la France.
En 2012, Sarah Mesguich crée une adaptation théâtrale de Pinocchio, l'étrange rêve de Monsieur Collodi d'après Collodi, qui a connu un succès remarquable tout au long de la saison au Lucernaire. Cette production a ensuite entamé une tournée nationale, avec plus de cent-vingt représentations à travers le pays. Son engagement dans le domaine théâtral s'est poursuivi au Festival d'Avignon en 2014, où elle a contribué en tant que collaboratrice artistique pour la pièce Trahisons de Harold Pinter, présentée au Théâtre du Chêne noir. Ensuite, à la rentrée de la même année, elle a interprété Ophélia dans Hamlet de William Shakespeare, mis en scène par Daniel Mesguich, à La Cartoucherie.
Son talent de metteure en scène s'est affirmé avec son adaptation et mise en scène de Zazie dans le métro, d'après l'œuvre de Raymond Queneau, qui a été jouée avec succès au Lucernaire de janvier à mai 2015, avant de partir en tournée nationale et d'être présentée au Festival de Sarlat de la même année. Elle a également joué le rôle de la princesse dans Le Prince travesti de Marivaux, mis en scène par Daniel Mesguich, sur le Théâtre du Chêne noir. En septembre 2016, elle a collaboré avec Joëlle Lüthi pour l'adaptation de Robinson Crusoé, la Véritable histoire de mon père, qu'elle a ensuite mise en scène au théâtre de la boussole à Paris et repris ou Lucernaire l'année suivante.
En 2017, elle coécrit avec Alexis Consolato et met en scène Les Douze Travaux d’Hercule… ou presque, une production plus qu'appréciée du public et repris au Festival d'Avignon au théâtre de la Luna en 2018. En 2019, elle a adapté et mis en scène Quasimodo, le bossu de Notre Dame, d'après l'œuvre de Victor Hugo, qui a été présentée au Lucernaire toute la saison 2019-20 et repris au Théâtre du Roi René dans le cadre du Festival Off d'Avignon, du 7 au 30 juillet 2022.
Sa dernière création, Jack et le Haricot magique, dont elle est la co-auteure avec Alexis Consolato, a été présentée au Lucernaire à Paris à partir du 14 septembre 2022 et repris en septembre 2023.

### Professeur d'art dramatique
En tant que pédagogue, Sarah Mesguich a pris en charge une classe amateur au Lucernaire depuis 2009, où elle a guidé la création d'un spectacle chaque année. De 2012 à 2014, elle a également partagé son expertise en enseignant aux élèves de troisième année du Cours Florent à Paris. Depuis 2017, elle a renforcé son engagement envers l'éducation artistique en enseignant au Cours Mesguich, démontrant ainsi son plaisir de transmettre ses connaissances et son expérience à la prochaine génération d'artistes.